# Комаришка
Комаришка — деревня в Пермском крае России. Входит в Чусовской городской округ.

## Географическое положение
Деревня расположена недалеко от левого берега реки Чусовая менее чем в километре на запад от посёлка Верхне-Чусовские Городки вдоль правого берега речки Комарихи.
Климат
Климат умеренно континентальный. Среднегодовая температура воздуха колеблется около 0 градусов, среднемесячная температура января — −16 °C, июля — +17 °C, заморозки отмечаются в мае и сентябре. Высота снежного покрова достигает 80 см. Продолжительность залегания снежного покрова 170 дней. Продолжительность вегетационного периода 118 дней. В течение года выпадает 500—700 мм осадков.

## История
В 1998 году из состава посёлка Верхнечусовские Городки была выделена деревня Первомайка, переименованная в 2003 году в Комаришка.
С 2004 до 2019 года деревня входила в Верхнечусовское Городковское сельское поселение Чусовского муниципального района.

## Население
Постоянное население деревни составляло 41 человек в 2002 году (95 % русские), 36 человек в 2010 году.